# 邦丁鎮區 (明尼蘇達州莫雷縣)
邦丁鎮區（英語：Bondin Township）是位於美國明尼蘇達州莫雷縣的一個行政鎮區，於1874年設立。

## 地方資料
邦丁鎮區的面積為91.11平方千米，當中陸地面積為90.58平方千米，而水域面積為0.53平方千米。根據2020年美國人口普查的數據，當地共有人口226人，而人口密度為每平方千米2.48人。